# 布蒂亚人

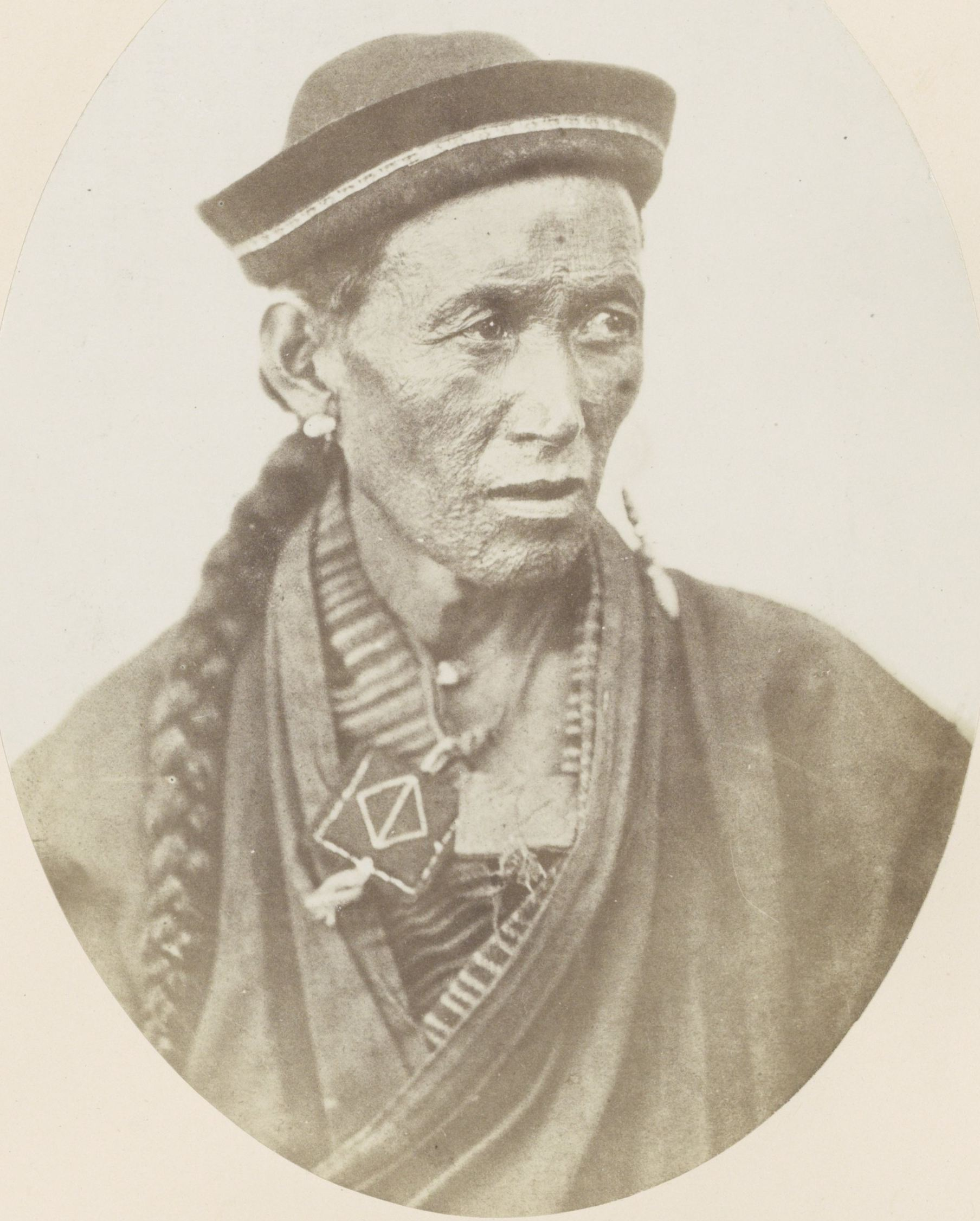
布蒂亚人

布蒂亚人是指在印度锡金邦內定居的藏族，至少从公元8世纪开始，有些藏族人就從藏区搬到锡金定居。布蒂亚人主要讲锡金语，这是一种源自中古藏語的語言。除了大多数布蒂亚人定居在锡金邦外，还有相当一部分人居住在西孟加拉邦北部的大吉岭县和噶伦堡地区以及尼泊尔和不丹。布蒂亚人的传统服饰與藏袍類似。許多布蒂亚人信仰密宗，特別是信宁玛派和噶舉派的特別多。